# Moinuddin Khan (cầu thủ bóng đá)
Moinuddin Khan  (sinh ngày 14 tháng 4 năm 1997) là một cầu thủ bóng đá người Ấn Độ hiện tại thi đấu ở vị trí tiền đạo cho Minerva Punjab ở I-League.

## Thống kê sự nghiệp
Tính đến 25 tháng 11 năm 2017
| Câu lạc bộ          | Mùa giải            | Giải vô địch        | Giải vô địch | Giải vô địch | Cúp Liên đoàn | Cúp Liên đoàn | Cúp Durand | Cúp Durand | AFC     | AFC       | Tổng    | Tổng      |
| Câu lạc bộ          | Mùa giải            | Hạng đấu            | Số trận      | Bàn thắng    | Số trận       | Bàn thắng     | Số trận    | Bàn thắng  | Số trận | Bàn thắng | Số trận | Bàn thắng |
| ------------------- | ------------------- | ------------------- | ------------ | ------------ | ------------- | ------------- | ---------- | ---------- | ------- | --------- | ------- | --------- |
| Minerva Punjab FC   | 2016–17             | I-League            | 5            | 0            | –             | –             | –          | –          | –       | –         | 5       | 0         |
| Minerva Punjab FC   | 2017–18             | I-League            | 10           | 1            | –             | –             | –          | –          | –       | –         | 1       | 1         |
| Tổng cộng sự nghiệp | Tổng cộng sự nghiệp | Tổng cộng sự nghiệp | 15           | 1            | 0             | 0             | 0          | 0          | 0       | 0         | 6       | 1         |